# 新大駅
新大駅（シンデえき、朝鮮語: 신대역）は、朝鮮民主主義人民共和国の黄海南道クァイル郡の駅で、殷栗線に属する。 

## 隣の駅
殷栗線
クァイル駅 - 新大駅 - 雲城駅